# شنة مقلمة
شنة مقلمة (الاسم العلمي: Channa striata) (بالإنجليزية: Striped snakehead)‏ هي نوع من الأسماك تتبع جنس الشنة من فصيلة الشنات.